# 문민귀
문민귀(한국 한자: 文民貴, 1981년 11월 15일 ~ )는 대한민국의 전 축구 선수로서 포지션은 미드필더였다.

## 개요
전라남도 순천시 출생으로 순천중앙초등학교, 광양제철중학교, 순천고등학교, 호남대학교를 졸업하였다. 비슷한 외모로 인하여 '아기공룡 둘리'의 캐릭터인 '도우너'라는 별명이 붙었다.

## 축구인 생활

### 선수 생활
2004년 포항 스틸러스에서 데뷔하여, 그 해 K리그 준우승에 크게 공헌하여 K리그 신인상을 받게 되었다. 2006년 경남 FC로 이적하였지만, 부진한 모습을 보여 그 해 8월 수원 삼성 블루윙즈로 다시 이적하였다. 하지만 출전 기회를 거의 얻지 못하였고, 2009년 방출 위기가 있었으나 잔류하였다. 2011년 시즌 후 제주 유나이티드 FC에서 방출된 뒤 공익근무요원으로 복무하면서 용인시에서 유소년을 육성하는 지도자로 활동하였다고 하며, 공익근무를 마친 뒤에도 해당 기관에서 계속 활동한 것으로 알려져 있다. 현재까지 해당 기관에서 지도자로 활동하는지 여부는 추가적인 소식이 알려지지 않아 불명확하다.

## 플레이 스타일
굉장히 빠르고 저돌적인 윙어로써 팀의 스피드를 담당했음.

## 경력

### 선수 경력
- 2004년 ~ 2005년  포항 스틸러스
- 2006년  경남 FC
- 2006년 ~ 2010년  수원 삼성 블루윙즈
- 2011년  제주 유나이티드

## 수상

### 개인
- 2004년 K리그 신인상 수상

### 클럽

#### 포항 스틸러스
- K리그 준우승 1회 (2004년)
- A3 챔피언스컵 준우승 1회 (2005년)

#### 수원 삼성 블루윙즈
- K리그 우승 1회 (2008년)
- K리그 준우승 1회 (2006년)
- FA컵 우승 1회 (2009년)
- FA컵 준우승 1회 (2006년)
- 하우젠 컵 우승 1회 (2008년)